# Ramzí Száleh
Ramzí Száleh (arabul: رمزي صالح); Kairó, Egyiptom, 1980. augusztus 8. –) palesztin labdarúgó, az egyiptomi élvonalbeli Smouha kapusa, a palesztin labdarúgó-válogatott csapatkapitánya. A nemzeti csapatban nyújtott jó teljesítményének köszönhetően felfigyelt rá az angol Sheffield United, a 2005–06-os szezon közben próbajátékon vett részt, de nem kapott munkavállalási engedélyt. Hazája válogatottsági rekordere. 2002 és 2014 közt minden labdarúgó-világbajnokság-selejtezőn részt vett, de a 2014-es selejtezők rájátszásának Afganisztán és Thaiföld elleni meccseit sérülés miatt ki kellett hagynia, így a sorozat megszakadt.